# گوبی فیلیپینی

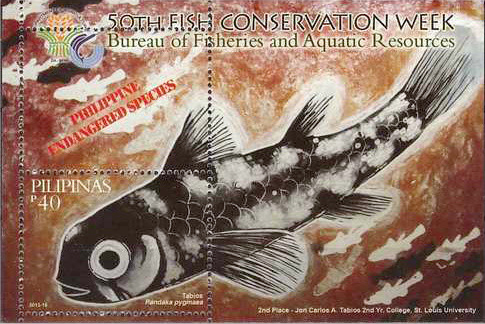
Pandaka pygmaea روی تمبر ۲۰۱۳ فیلیپین

گوبی فیلیپینی (انگلیسی: Dwarf pygmy goby) یا گوبی کوتوله کوچک (Pandaka pygmaea) گونه‌ای از گاوماهی‌های گرمسری از زیرتیره Gobionellinae است که در آب لب‌شور و مناطق حرای جنوب شرقی آسیا زندگی می‌کند. این ماهی یکی از کوچک‌ترین ماهیان جهان است. نرهای این گونه در اندازه ۰٫۹ سانتیمتر (۰٫۳۵ اینچ) بالغ می‌شوند و می‌توانند تا ۱٫۱ سانتیمتر (۰٫۴۳ اینچ) رشد کنند، در حالی که ماده‌ها تا ۱٫۵ سانتیمتر (۰٫۵۹ اینچ) رشد می‌کنند. وزن بزرگسالان این گونه حدود ۴ میلیگرم (۰٫۰۰۰۱۵ اونس) است. در فیلیپین این ماهی به نام‌های bia و tabios شناخته می‌شود.

## پراکنش و زیستگاه
گوبی فیلیپینی در ابتدا به‌عنوان بومی مالابون (در کلانشهر مانیل) در فیلیپین گزارش شد و در آنجا که در کنار رودخانه‌های سایه‌دار یافت می‌شد. این گونه به دلیل آبادسازی سرزمین از این منطقه انقراض محلی یافته و به‌عنوان گونه در بحران انقراض توسط اتحادیه بین‌المللی حفاظت از طبیعت ثبت شده است. اخیراً، در مناطق دیگری از جنوب شرق آسیا مانند کولیون، بالی، سولاوسی و سنگاپور نیز کشف شده است.

## ظاهر و کالبدشناسی
این ماهی تقریباً بی‌رنگ و شفاف است و بدنی نسبتاً کشیده و محکم دارد. نرها لاغر با نیمرخ‌های پشتی و شکمی تقریباً مستقیم هستند، در حالی که ماده‌ها ضخیم‌تر به نظر می‌رسند و نیمرخ پشتی آن‌ها کمی خمیده و شکم برآمده است.

## رفتار

### تغذیه
این گونه از پلانکتون تغذیه می‌کند.

### تولید مثل
گوبی فیلیپینی یک گونه تخم‌گذار است.

## سایر اطلاعات
گوبی فیلیپینی قبلاً بر روی یک سکه ده سنتاووی فیلیپین به تصویر کشیده شده بود و به‌طور منحصر به فرد در اندازه واقعی خود نمایش داده شده است. نام جنس از کلمه زبان فیلیپینی pandak گرفته شده است، به معنای «کوتوله» یا «قد کوتاه».